# نکست انترتینمنت ورلد
نکست اینترتینمنت ورلد (انگلیسی: Next Entertainment World) شرکت رسانه‌ای کره‌ای است، که در سال ۲۰۰۸ تأسیس شد.